# Þórður Guðjónsson
Þórður Guðjónsson (deutsche Transkription Thórdur Gudjónsson, * 14. Oktober 1973 in Akranes), auch bekannt als Toddi Gudjonsson oder Thoddi Gudjonsson, ist ein ehemaliger isländischer Fußballspieler.

## Club-Karriere
Þórður begann seine Karriere bei ÍA Akranes in Island und wechselte 1993 zum  VfL Bochum. 1997 wechselte er zu KRC Genk und 2000 zu UD Las Palmas. Dort kam er selten zum Einsatz und wurde deshalb an Derby County und Preston North End in England verliehen. Þórður Guðjónsson lief von 2002 bis 2004 wieder für den VfL Bochum als Spieler auf; im Januar 2005 ging er zu Stoke City. Von 2006 bis 2008 spielte er noch einmal für seinen Heimatverein ÍA Akranes, ehe er dort seine Karriere beendete.

## Internationale Karriere
Sein Debüt in der isländischen Nationalmannschaft war im September 1993 beim WM-Qualifikationsspiel gegen Luxemburg. Er absolvierte für Island 58 Länderspiele, in denen er 13 Tore erzielte.